# Barbera
Barbera je sorta rdečega vina, enologi njeno barvo opisujejo kot rubinasto. Njena domovina je Monferrato v italijanski pokrajini Piemont, kjer je sorodna sorti nebbiolo. 
Barbera običajno vsebuje malo taninov in veliko kisline. Primerna je za dolgoletno arhivsko shranjevanje.
V Sloveniji raste v vipavskem vinorodnem okolišu.